# Marquinhos Silva
Marcos Roberto da Silva Barbosa, mais conhecido como Marquinhos Silva, ou simplesmente Marquinhos (São Caetano do Sul, 21 de outubro de 1982), é um ex futebolista brasileiro que atuava como zagueiro. Anunciou sua aposentadoria em 2020.

## Carreira

### Início
Foi formado nas categorias de base do Corinthians, e fez sua estreia no time principal em 13 de fevereiro de 2000, na partida Corinthians 1–1 Vasco da Gama. Conquistou os títulos do Torneio Rio-São Paulo e da Copa do Brasil de 2002 e dos Campeonato Paulista de 2001 e 2003. Em 2005, se envolveu em uma briga nos treinamentos com o argentino Carlitos Tévez, principal jogador do time, e com isso acabou afastado.

### Atlético Mineiro
No restante da temporada atuou emprestado ao Atlético Mineiro.

### Retorno ao Corinthians
Retornou ao Corinthians em 2006, mas acabou não conseguindo mais se firmar entre os titulares.

### Náutico
Em 2007, teve uma rápida passagem pelo Náutico antes de ir jogar na Turquia.

### Çaykur Rizespor e İstanbul BB
Atuou no Çaykur Rizespor, e na temporada seguinte no İstanbul BB, onde jogou por quase quatro temporadas.

### Botafogo-SP
Em 2012, o zagueiro retornou ao Brasil para disputar o Paulistão pelo Botafogo-SP de Ribeirão Preto.

### Paraná
Com o fim do campeonato, o jogador iria assinar um vínculo de um ano com o Paraná, por indicação do técnico Ricardinho, que já foi seu companheiro de equipe no Corinthians. No entanto, Marquinhos decidiu abandonar o clube, pois alegou que o Paraná tinha histórico de problemas financeiros e que iria deixar o time.

### Guaratinguetá
Depois de deixar o Paraná, acertou com o Guaratinguetá.

### Comercial
Em 2013, acertou com o Comercial, mas após pouco tempo e ter sido relacionado apenas 1 jogo, deixou o time.

### Figueirense
Em janeiro de 2014, acertou com o Figueirense até o final da temporada, onde conquistou o Campeonato Catarinense do mesmo ano. No mês de dezembro, renovou seu contrato até o final de 2016.
Em 2015, ajudou o Alvinegro a conquistar o Bi-Campeonato Catarinense, sendo eleito o melhor zagueiro do campeonato.
Em fevereiro de 2016, o zagueiro estendeu o seu contrato até dezembro de 2017.
Em maio de 2017, Marquinhos foi julgado por um suposto caso de doping no jogo entre Figueirense e Chapecoense em novembro de 2016.
Em dezembro de 2017, após o contrato do Marquinhos acabar, o Figueirense não renovou e o jogador ficou sem clube.
No mês de março do ano seguinte, o zagueiro foi absolvido do caso após os advogados do atleta comprovarem que o material coletado pelo controle de dopagem não era dele. 

### Avaí
Em maio de 2018, após o atleta ficar mais de 5 meses sem jogar, o Avaí anunciou a contratação do zagueiro.

## Títulos
Seleção Brasileira
- Campeonato Mundial Sub-17: 1997

Corinthians
- Campeonato Paulista: 2001, 2003
- Copa do Brasil: 2002
- Torneio Rio-São Paulo: 2002
- Campeonato Brasileiro: 2005

Figueirense
- Campeonato Catarinense: 2014, 2015

Avaí
- Campeonato Catarinense: 2019

### Conquistas Individuais

#### Figueirense
- Troféu de Ouro Top da Bola - Melhor Zagueiro do Campeonato Catarinense: 2015